# Copa de Portugal 2020-21
La Copa de Portugal 2020-21 (conocida como Taça de Portugal Placard de 2020-21 por motivos de patrocinio) fue la 81.ª edición de la Copa de Portugal.

## Formato
Esta edición de la Copa de Portugal sigue el mismo formato que el anterior, que se compone de siete eliminatorias y una final. Los seis equipos "B" (uno de ellos en el campeonato de Portugal, 5 en la segunda liga) no pueden participar en esta competición.
En primera ronda de 79 equipos participantes en el Campeonato de Portugal, así como los 41 equipos de distrito. En la segunda ronda, se unen a los 60 ganadores de la primera ronda de 17 equipos repescadas y 15 equipos de la Segunda División. En la 3ª ronda entran los clubes de Primeira Liga.
Todas las eliminatorias se disputan a un solo partido con excepción de las semifinales, que se disputan a partidos de ida y vuelta, si la igualdad persiste se recurre a una prórroga y posteriormente tanda de penales, si son necesarias para desempate. En la segunda eliminatoria los equipos de la Segunda Liga no se pueden enfrentar y jugar siempre en calidad de visitante, siendo que lo mismo se aplica para los equipos de la Primeira Liga, en la 3ª eliminatoria. La final se juega en un escenario definido por la FPF, tradicionalmente el Estadio Nacional de Portugal, en Lisboa.

## Cuarta Ronda
Encuentros
| Fecha           | Local                | Div. | Resultado    | Div. | Visitante         |
| --------------- | -------------------- | ---- | ------------ | ---- | ----------------- |
| 11 de diciembre | Sporting de Lisboa   | I    | 3–0          | I    | Paços de Ferreira |
| 11 de diciembre | Acadèmico de Viseu   | II   | 3–0          | II   | Académica         |
| 12 de diciembre | Fontinhas            | III  | 1–1 (3:4 p.) | III  | Fafe              |
| 12 de diciembre | Rio Ave              | I    | 2–1          | I    | Famalicão         |
| 12 de diciembre | Estoril              | II   | 2–1          | I    | Boavista          |
| 13 de diciembre | Cova da Piedade      | II   | 2–3 (pró.)   | I    | Moreirense        |
| 13 de diciembre | Vitória de Guimarães | I    | 0–1          | I    | Santa Clara       |
| 13 de diciembre | Porto                | I    | 2–1          | I    | Tondela           |
| 13 de diciembre | Benfica              | I    | 5–0          | II   | Vilafranquense    |
| 14 de diciembre | Torreense            | III  | 1–0          | III  | Amora             |
| 14 de diciembre | Anadia               | III  | 0–1          | III  | Estrela           |
| 14 de diciembre | Olímpico de Montijo  | III  | 0–7          | I    | Sporting de Braga |
| 23 de diciembre | Marítimo             | I    | 2–1 (pró.)   | III  | Salgueiros        |
| 23 de diciembre | União de Leiria      | III  | 0–3          | I    | Gil Vicente       |
| 23 de diciembre | Belenenses           | I    | 3–0 (pró.)   | III  | Espinho           |
| 23 de diciembre | Nacional de Madeira  | I    | 3–1          | II   | Leixões           |

## Octavos de final
Encuentros
| Fecha       | Local               | Div. | Resultado  | Div. | Visitante          |
| ----------- | ------------------- | ---- | ---------- | ---- | ------------------ |
| 11 de enero | Marítimo            | I    | 2–0        | I    | Sporting de Lisboa |
| 12 de enero | Rio Ave             | I    | 1–2        | II   | Estoril            |
| 12 de enero | Moreirense          | I    | 1–2        | I    | Santa Clara        |
| 12 de enero | Nacional de Madeira | I    | 2–4 (pró.) | I    | Porto              |
| 12 de enero | Estrela             | III  | 0–4        | I    | Benfica            |
| 13 de enero | Sporting de Braga   | I    | 5–0        | III  | Torreense          |
| 14 de enero | Fafe                | III  | 2–3 (pró.) | I    | Belenenses         |
| 14 de enero | Gil Vicente         | I    | 3–2 (pró.) | II   | Acadèmico de Viseu |

## Cuartos de final
Encuentros
| Fecha       | Local             | Div. | Resultado  | Div. | Visitante   |
| ----------- | ----------------- | ---- | ---------- | ---- | ----------- |
| 27 de enero | Marítimo          | I    | 1–3 (pró.) | II   | Estoril     |
| 28 de enero | Benfica           | I    | 3–0        | I    | Belenenses  |
| 29 de enero | Sporting de Braga | I    | 2–1        | I    | Santa Clara |
| 29 de enero | Gil Vicente       | I    | 0–2        | I    | Porto       |

## Semifinales
Encuentros
| Fecha                      | Local             | Div. | Global | Div. | Visitante | Ida | Vuelta |
| -------------------------- | ----------------- | ---- | ------ | ---- | --------- | --- | ------ |
| 10 de febrero y 3 de marzo | Sporting de Braga | I    | 4–3    | I    | Porto     | 1–1 | 3–2    |
| 11 de febrero y 4 de marzo | Estoril           | II   | 1–5    | I    | Benfica   | 1–3 | 0–2    |

## Final
| 23 de mayo de 2021, 16:00 | Sporting de Braga | 2–0 | Benfica | Ciudad de Coímbra, Coímbra |  |
|                           |                   |     |         | Árbitro(s):                |  |

### Ficha
| width=10% | Guardameta     | Bandera de ?     |  |
|           | Defensa        | Bandera de ?     |  |
|           | Defensa        | Bandera de ?     |  |
|           | Defensa        | Bandera de ?     |  |
|           | Defensa        | Bandera de ?     |  |
|           | Centrocampista | Bandera de ?     |  |
|           | Centrocampista | Bandera de ?     |  |
|           | Centrocampista | Bandera de ?     |  |
|           | Centrocampista | Bandera de ?     |  |
|           | Delantero      | Bandera de ?     |  |
|           | Delantero      | Bandera de ?     |  |
| D. T.     | D. T.          | Carlos Carvalhal |  |

| width=10% | Guardameta     | Bandera de ? |  |
|           | Defensa        | Bandera de ? |  |
|           | Defensa        | Bandera de ? |  |
|           | Defensa        | Bandera de ? |  |
|           | Defensa        | Bandera de ? |  |
|           | Centrocampista | Bandera de ? |  |
|           | Centrocampista | Bandera de ? |  |
|           | Centrocampista | Bandera de ? |  |
|           | Centrocampista | Bandera de ? |  |
|           | Delantero      | Bandera de ? |  |
|           | Delantero      | Bandera de ? |  |
| D. T.     | D. T.          | Jorge Jesus  |  |

| Principal  | Bandera de Portugal    |
| Asistentes | Bandera de Portugal    |
|            | Asistentes adicionales |
| Cuarto     | Bandera de Portugal    |
| Quinto     | Bandera de Portugal    |

| width=10% | Guardameta     | Bandera de ?     |  |
|           | Defensa        | Bandera de ?     |  |
|           | Defensa        | Bandera de ?     |  |
|           | Defensa        | Bandera de ?     |  |
|           | Defensa        | Bandera de ?     |  |
|           | Centrocampista | Bandera de ?     |  |
|           | Centrocampista | Bandera de ?     |  |
|           | Centrocampista | Bandera de ?     |  |
|           | Centrocampista | Bandera de ?     |  |
|           | Delantero      | Bandera de ?     |  |
|           | Delantero      | Bandera de ?     |  |
| D. T.     | D. T.          | Carlos Carvalhal |  |

| width=10% | Guardameta     | Bandera de ? |  |
|           | Defensa        | Bandera de ? |  |
|           | Defensa        | Bandera de ? |  |
|           | Defensa        | Bandera de ? |  |
|           | Defensa        | Bandera de ? |  |
|           | Centrocampista | Bandera de ? |  |
|           | Centrocampista | Bandera de ? |  |
|           | Centrocampista | Bandera de ? |  |
|           | Centrocampista | Bandera de ? |  |
|           | Delantero      | Bandera de ? |  |
|           | Delantero      | Bandera de ? |  |
| D. T.     | D. T.          | Jorge Jesus  |  |

| Principal  | Bandera de Portugal    |
| Asistentes | Bandera de Portugal    |
|            | Asistentes adicionales |
| Cuarto     | Bandera de Portugal    |
| Quinto     | Bandera de Portugal    |

| width=10% | Guardameta     | Bandera de ?     |  |
|           | Defensa        | Bandera de ?     |  |
|           | Defensa        | Bandera de ?     |  |
|           | Defensa        | Bandera de ?     |  |
|           | Defensa        | Bandera de ?     |  |
|           | Centrocampista | Bandera de ?     |  |
|           | Centrocampista | Bandera de ?     |  |
|           | Centrocampista | Bandera de ?     |  |
|           | Centrocampista | Bandera de ?     |  |
|           | Delantero      | Bandera de ?     |  |
|           | Delantero      | Bandera de ?     |  |
| D. T.     | D. T.          | Carlos Carvalhal |  |

| width=10% | Guardameta     | Bandera de ? |  |
|           | Defensa        | Bandera de ? |  |
|           | Defensa        | Bandera de ? |  |
|           | Defensa        | Bandera de ? |  |
|           | Defensa        | Bandera de ? |  |
|           | Centrocampista | Bandera de ? |  |
|           | Centrocampista | Bandera de ? |  |
|           | Centrocampista | Bandera de ? |  |
|           | Centrocampista | Bandera de ? |  |
|           | Delantero      | Bandera de ? |  |
|           | Delantero      | Bandera de ? |  |
| D. T.     | D. T.          | Jorge Jesus  |  |

| Principal  | Bandera de Portugal    |
| Asistentes | Bandera de Portugal    |
|            | Asistentes adicionales |
| Cuarto     | Bandera de Portugal    |
| Quinto     | Bandera de Portugal    |

| width=10% | Guardameta     | Bandera de ?     |  |
|           | Defensa        | Bandera de ?     |  |
|           | Defensa        | Bandera de ?     |  |
|           | Defensa        | Bandera de ?     |  |
|           | Defensa        | Bandera de ?     |  |
|           | Centrocampista | Bandera de ?     |  |
|           | Centrocampista | Bandera de ?     |  |
|           | Centrocampista | Bandera de ?     |  |
|           | Centrocampista | Bandera de ?     |  |
|           | Delantero      | Bandera de ?     |  |
|           | Delantero      | Bandera de ?     |  |
| D. T.     | D. T.          | Carlos Carvalhal |  |

| width=10% | Guardameta     | Bandera de ? |  |
|           | Defensa        | Bandera de ? |  |
|           | Defensa        | Bandera de ? |  |
|           | Defensa        | Bandera de ? |  |
|           | Defensa        | Bandera de ? |  |
|           | Centrocampista | Bandera de ? |  |
|           | Centrocampista | Bandera de ? |  |
|           | Centrocampista | Bandera de ? |  |
|           | Centrocampista | Bandera de ? |  |
|           | Delantero      | Bandera de ? |  |
|           | Delantero      | Bandera de ? |  |
| D. T.     | D. T.          | Jorge Jesus  |  |

| Principal  | Bandera de Portugal    |
| Asistentes | Bandera de Portugal    |
|            | Asistentes adicionales |
| Cuarto     | Bandera de Portugal    |
| Quinto     | Bandera de Portugal    |

|                        |
| Campeón Sporting Braga |
| 3.º título             |